# Peru i olympiska spelen
Peru var med första gången vid olympiska sommarspelen 1936 och har skickat deltagare till alla olympiska sommarspel förutom 1952. Peru debuterade i olympiska vinterspelen vid mästerskapen 2010 i Vancouver. 
Tre av Perus fem medaljer är tagna i skytte, den fjärde i volleyboll och den femte i segling.

## Medaljer
| Guld | Silver | Brons | Totalt antal medaljer |
| ---- | ------ | ----- | --------------------- |
| 1    | 3      | 1     | 5                     |

### Medaljer efter sommarspel
| Spel                                    | Guld        | Silver      | Brons       | Totalt      |
| Berlin 1936                             | 0           | 0           | 0           | 0           |
| London 1948                             | 1           | 0           | 0           | 1           |
| Helsingfors 1952                        | Deltog inte | Deltog inte | Deltog inte | Deltog inte |
| Melbourne 1956 (ryttarspel i Stockholm) | 0           | 0           | 0           | 0           |
| Rom 1960                                | 0           | 0           | 0           | 0           |
| Tokyo 1964                              | 0           | 0           | 0           | 0           |
| Mexico City 1968                        | 0           | 0           | 0           | 0           |
| München 1972                            | 0           | 0           | 0           | 0           |
| Montréal 1976                           | 0           | 0           | 0           | 0           |
| Moskva 1980                             | 0           | 0           | 0           | 0           |
| Los Angeles 1984                        | 0           | 1           | 0           | 1           |
| Seoul 1988                              | 0           | 1           | 0           | 1           |
| Barcelona 1992                          | 0           | 1           | 0           | 1           |
| Atlanta 1996                            | 0           | 0           | 0           | 0           |
| Sydney 2000                             | 0           | 0           | 0           | 0           |
| Aten 2004                               | 0           | 0           | 0           | 0           |
| Peking 2008                             | 0           | 0           | 0           | 0           |
| London 2012                             | 0           | 0           | 0           | 0           |
| Rio de Janeiro 2016                     | 0           | 0           | 0           | 0           |
| Tokyo 2020                              | 0           | 0           | 0           | 0           |
| Paris 2024                              | 0           | 0           | 1           | 1           |
| Totalt                                  | 1           | 3           | 1           | 5           |

### Medaljer efter vinterspel
| Spel             | Guld        | Silver      | Brons       | Totalt      |
| 2010 Vancouver   | 0           | 0           | 0           | 0           |
| 2014 Sotji       | 0           | 0           | 0           | 0           |
| 2018 Pyeongchang | Deltog inte | Deltog inte | Deltog inte | Deltog inte |
| 2022 Peking      | 0           | 0           | 0           | 0           |
| Totalt           | 0           | 0           | 0           | 0           |

### Medaljer efter sporter
| Sport      | Guld | Silver | Brons | Totalt |
| Skytte     | 1    | 2      | 0     | 3      |
| Volleyboll | 0    | 1      | 0     | 1      |
| Segling    | 0    | 0      | 1     | 1      |
| Totalt     | 1    | 3      | 1     | 5      |